# Pluskocin (województwo mazowieckie)
Pluskocin – wieś w Polsce położona w województwie mazowieckim, w powiecie płońskim, w gminie Dzierzążnia.
W skład sołectwa Pluskocin wchodzi także wieś Skołatowo.
W latach 1975–1998 miejscowość administracyjnie należała do województwa ciechanowskiego.